# Bolyphantes lamellaris
Bolyphantes lamellaris är en spindelart som beskrevs av Andrei V. Tanasevitch 1990. Bolyphantes lamellaris ingår i släktet Bolyphantes och familjen täckvävarspindlar. Inga underarter finns listade.